# Ferenclak
Ferenclak elnevezése 1887-ig Frankócz, utána rövid ideig Ferencfalva, majd az I. világháború végéig a  Ferenclak, utána Rankovci. Vendül régen Frankovci, németül: Frankofzen vagy Frankendorf). Falu Szlovéniában, Muravidéken, Pomurska régióban. Közigazgatásilag Csendlakhoz tartozik.

## Fekvése
Muraszombattól 6 km-re nyugatra a Dobel-patak partján fekszik.

## Története
A települést 1365-ben még "Herynkolcz" néven említik először. A még 1364 karácsonyán királyi oklevélben jóvá hagyott egyezség szerint  Széchy Péter fia Miklós dalmát-horvát bán és testvére Domonkos erdélyi püspök kapták királyi adományul illetve cserében a Borsod vármegyei Éleskőért, Miskolcért és tartozékaikért Felsőlendvát és tartozékait, mint a magban szakadt Omodéfi János birtokát. A település a későbbi századokon át is birtokában maradt ennek a családnak.
1687-ben a Széchy család fiági kihalása után Kéry Ferenc és felesége Széchy Julianna grófnő  a birtokot a Szapáry családnak adta el.
Vályi András szerint "FRANKÓTZ. Elegyes tót falu Vas Vármegyében, földes Urai Gróf Battyáni, és Gróf Szapáry Uraságok, lakosai katolikusok, fekszik hegyek között Tiszinához nem meszsze, ’s ennek filiája, határja középszerű, tulajdonságai hasonlítanak Bodontzhoz, második Osztálybéli."
Fényes Elek szerint "Frankocz, vindus falu, Vas vmegyében a muraszombati uradalomban: 99 kath., 26 evang. lak. Radkersburg ut. postája."
Vas vármegye monográfiája szerint " Ferenczfalva, vend falu 39 házzal és 229 r. kath. és ág. ev. lakossal. Posta helyben van, távírója Muraszombat. A községben gr. Batthyány Zsigmondnak érdekes, szép kastélya van."
1910-ben 248, túlnyomórészt szlovén lakosa volt. A trianoni békeszerződésig Vas vármegye Muraszombati járásához tartozott, 1919-ben átmenetileg a de facto Mura Köztársaság része lett. 2002-ben 254 lakosa volt.

## Nevezetességei
Két kis kápolnája közül az egyik a 19. és 20. század fordulóján, a másik a 20. század első negyedében épült.